# Nuala O'Loan
Nuala Patricia O'Loan (née le 20 décembre 1951) est une personnalité publique connue en Irlande du Nord. Elle est la première ombudsman de la police de 1999 à 2007. En septembre 2009, elle est nommée à la Chambre des lords. En décembre 2010, l'Université nationale d'Irlande à Maynooth la nomme présidente de son autorité de gouvernance. Elle est chroniqueuse à The Irish Catholic.

## Jeunesse
O'Loan est née et fait ses études dans le Hertfordshire, en Angleterre, et a huit frères et sœurs. Elle étudie le droit au King's College de Londres, obtenant son diplôme en 1973, et devient professeur de droit en Irlande du Nord. En 1977, elle survit à un attentat à la bombe de l'IR à l'Université d'Ulster, Jordanstown, alors qu'elle est enceinte, mais perd le bébé.
Elle est mariée au conseiller du Parti social-démocrate et travailliste (SDLP) et ancien député à l'Assemblée d'Irlande du Nord de North Antrim, Declan O'Loan, ils ont cinq fils. En juin 2006, l'un de ses fils, Damian, est grièvement blessé dans la section Oldpark de Belfast. Le jeune homme de 23 ans s'est retrouvé avec de graves blessures à la tête et un bras cassé après avoir été attaqué avec une barre de fer par un gang de quatre jeunes. Elle est conseillère matrimoniale bénévole, travaillant notamment pour préparer les jeunes de différentes religions qui se marient.
Elle est nommée dernière présidente de l'enquête Daniel Morgan en juillet 2014 . 

## Carrière
O'Loan est une avocate et enseigne le droit à l'Ulster Polytechnic et à l'Université d'Ulster de 1974 à 1992. Elle est ensuite maître de conférences titulaire de la chaire Jean Monnet de droit européen à l'université d'Ulster de 1992 jusqu'à sa nomination en tant que médiateur. Elle est aussi présidente du Comité des consommateurs d'électricité d'Irlande du Nord, membre de l'Autorité de Police (vice-président(du comité des relations communautaires de l'autorité policière), coordonnatrice des plaintes pour la Commission de la santé et des services sociaux du Nord, présidente de l'enquête sur les droits de l'homme de la Commission pour l'égalité et les droits de l'homme.
Pendant sept ans, elle est une visiteuse indépendante («visiteuse non professionnelle ») dans les postes de police, ce qui signifie qu'elle peut parler aux personnes détenues, à toute heure du jour ou de la nuit .

## Ombudsman
O'Loan est nommée par le gouvernement au poste d'ombudsman de la police en 1999. Le poste de médiateur a été créé par la loi de 1998 sur la police d'Irlande du Nord. Cette réforme entre en vigueur environ deux semaines avant l'Accord du Vendredi saint et l'existence du poste fait l'objet d'une controverse continue depuis. 
En août 2001, elle est chargée d'enquêter sur la gestion policière de l'attentat d'Omagh en 1998. Cette attaque tue 29 personnes (et 2 enfants à naître). Son rapport, publié en décembre 2001, révèle que la Police royale de l'Ulster a eu connaissance d'une forme d'attaque prévue pour cette zone et a remis en question le leadership du chef de la police d'Irlande du Nord, Sir Ronnie Flanagan. En réponse au rapport, Flanagan déclare qu'il considère que le rapport ne représente pas une "enquête juste, approfondie ou rigoureuse" . Une demande de révision judiciaire du rapport par la Haute Cour est déposée par le syndicat de l'Association de la police en 2002 et retirée en 2003.
O'Loan attire à la fois des éloges et des critiques pour sa solide activité d'enquête sur les abus présumés commis par des agents du service de police d'Irlande du Nord (PSNI). Elle sert également d'intermédiaire de confiance dans des affaires controversées impliquant des activités criminelles présumées de républicains irlandais. Ce rôle est dû au fait que de nombreux républicains ne reconnaissaient pas encore le PSNI comme un service de police légitime et impartial, et refusent donc de coopérer à ses enquêtes. Ce rôle a largement disparu puisque le Sinn Féin fait désormais appel aux républicains pour assister le PSNI .
Un comité de la Chambre des communes du Royaume-Uni publie un rapport sur le médiateur de la police en 2005 et fait l'éloge d'O'Loan, recommandant qu'on lui donne des pouvoirs plus étendus. Le même comité reconnait que le Bureau n'est pas considéré comme impartial par le PSNI et ses agents et demande instamment que ces préoccupations soient prises en compte. 
Le 26 juin 2007, l'ancien commissaire adjoint de la Gendarmerie royale du Canada, Al Hutchinson, est nommé comme successeur d'O'Loan en tant qu'ombudsman de la police, et prend ses fonctions le 5 novembre 2007.

## Récompenses
En 2003, la conférence annuelle de l'Association nationale pour la surveillance civile de l'application de la loi (une organisation américaine) décerne à O'Loan un prix pour sa contribution à la responsabilité de la police. Le 3 juillet 2008, elle reçoit un doctorat honorifique en droit (LLD) de l'Université d'Ulster en reconnaissance de son travail en tant qu'ombudsman de la police et pour sa contribution au développement social de l'Irlande du Nord .
En 2008, elle reçoit un doctorat honorifique en droit du Higher Education and Technical Awards Council, en Irlande. La même année, elle reçoit également un doctorat honorifique en droit de l'Université nationale d'Irlande, Maynooth. En 2010, elle reçoit un doctorat honorifique en droit de l'Université Queen's de Belfast. En 2012, elle est élue membre de la Royal Irish Academy .
Elle est nommée Dame Commandeur de l'Ordre de l'Empire britannique (DBE) le 29 décembre 2007 lors des honneurs du Nouvel An 2008.
Le 11 septembre 2009, elle est créée pair à vie sous le titre de baronne O'Loan, de Kirkinriola dans le comté d'Antrim, et elle est présentée à la Chambre des lords le 27 octobre 2009  où elle siège comme crossbencher.
En décembre 2010, elle est nommée présidente de l'autorité de gouvernance par l'Université nationale d'Irlande à Maynooth .